# ちゃまくん
ちゃまくん（1986年6月6日 - ）は、日本の男性YouTuber。元お笑い芸人。本名は大牟禮 要（おおむれ かなめ）。YouTubeチャンネルでサッカーゲームの『eFootball』を実況プレイしている。

## 来歴
長崎県大村市出身。元よしもとクリエイティブ・エージェンシー（東京吉本）所属。在学中の2005年、同期と「出汁巻きたまご大好きっ子倶楽部」を結成。その後「桜島BOYZ」（相方はモノス・グランデの小山耕太郎）「鼻糞ほじる・たべる・あまったのでそっとしまう」「おとぎ話」「おしり」 と次々とコンビを解散。
2009年ピン芸人として活動していたが、2011年より元バウンサーのレオと「スーパーマッシュパーティー」を結成し、芸名もちゃまに変更する。「ちゃまくん」の由来は小学生の時のあだ名で、「おぼっちゃまくん」から。現在はお笑い芸人を引退。

## 人物
- 趣味は音楽鑑賞、人間観察。
- 髪型はマッシュルームカット。
- 口癖はパァパァ、ハッハッ、グィーなど。

## 芸風
- 漫談の時は歌を歌いながら登場し、歌のフレーズの最後に「…な、ちゃまくんです！」とつなげてネタを始める。
- コントでは、「宇宙人の地球の生物レポート」や「松原ピアニシモ」など独特なキャラを演じるネタが多い。

## 出演
- 激あま〜い（TBS）